# Fuenlabrada de los Montes
Fuenlabrada de los Montes és un municipi de la província de Badajoz, a la comunitat autònoma d'Extremadura.